# Sambara (chi bướm đêm)
Sambara là một chi bướm đêm thuộc phân họ Tortricinae của họ Tortricidae.

## Các loài
- Sambara sinuana Aarvik, 2004